# Hradiště Triberga
Hradiště Triberga či hrad Triberga, švédsky Triberga fornborg či Triberga borg, je zaniklé prehistorické kruhové hradiště a archeologická lokalita východně od mokřadu Triberga mosse u vesnice Triberga v okrese Mörbylånga na ostrově Öland v kraji Kalmar v jižním Švédsku. Hradiště je s jistotou datováno do doby stěhování národů (400-550 po Kr.) a nebo je ještě starší pravděpodobně ze 3. století. Vykopávky kolem roku 2000 odhalily jednu z bran, vodní cisternu/studnu a také pozůstatky staveb z doby železné a středověku.

## Další informace
Svým uspořádáním a funkcí se hradiště Triberga podobá blízkému rekonstruovanému hradišti Eketorp, ale je menší. Vnější hradba je částečně zachovalá a brána hradiště se nachází na jihovýchodní straně. Hradiště mělo pravděpodobně význam v souvislosti se starou (částečně dlážděnou) cestou, která tudy procházela. Význam mělo jako obrana a útočiště při vnějších útocích, či jako obchodní stanice. Výška hradeb byla asi 5 m. Prohlubeň uvnitř hradu je pozůstatkem vodní cisterny. Mimo hradiště se nachází několik pravěkých hrobů a sídlišť.

## Galerie

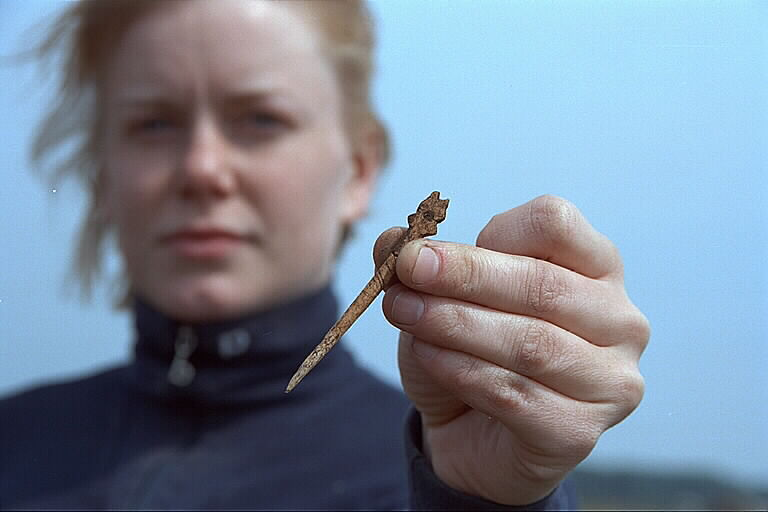
Archeologické vykopávky
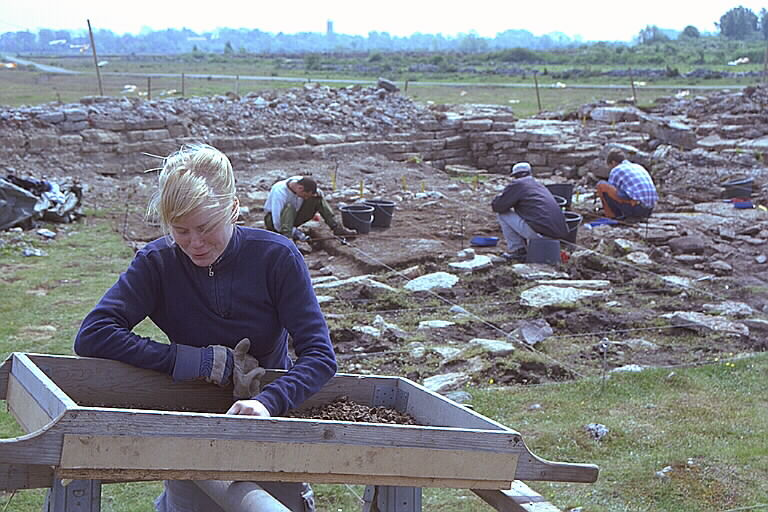
Archeologické vykopávky
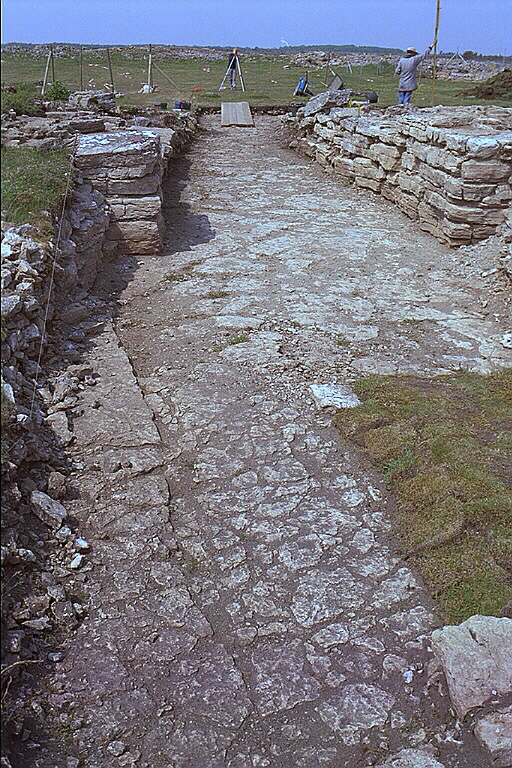
Archeologické vykopávky
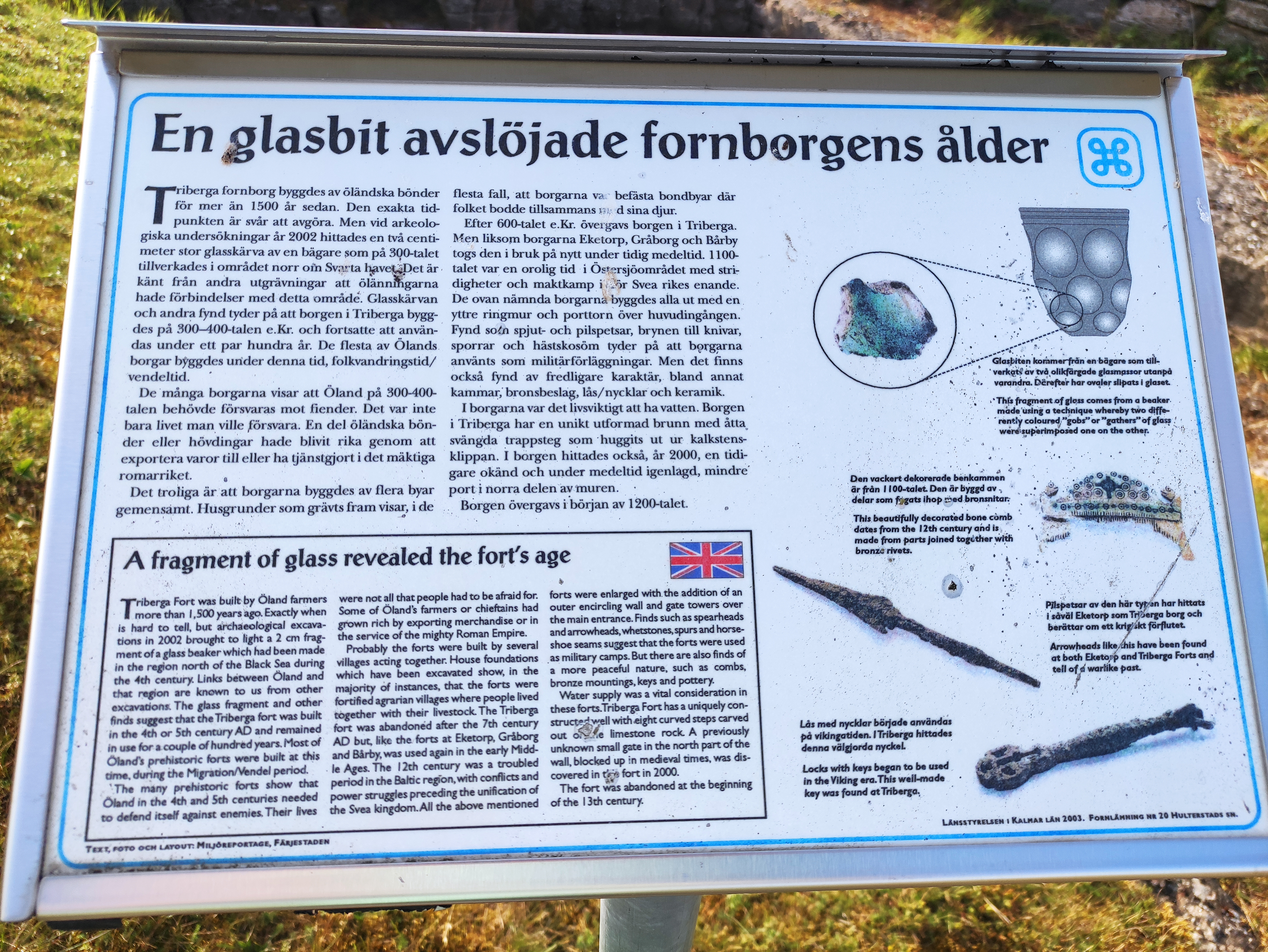
Informační panely u hradiště
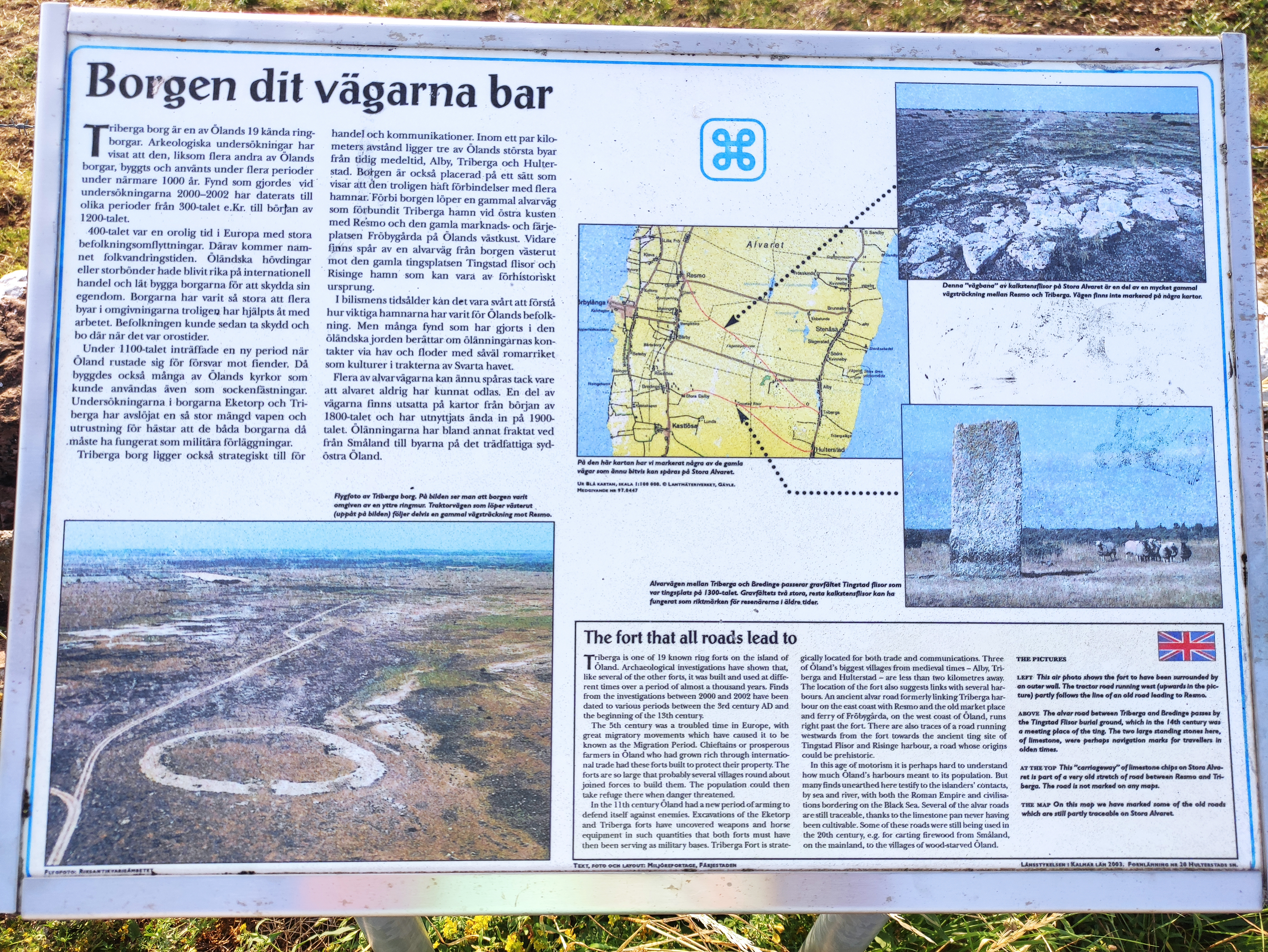
Informační panely u hradiště
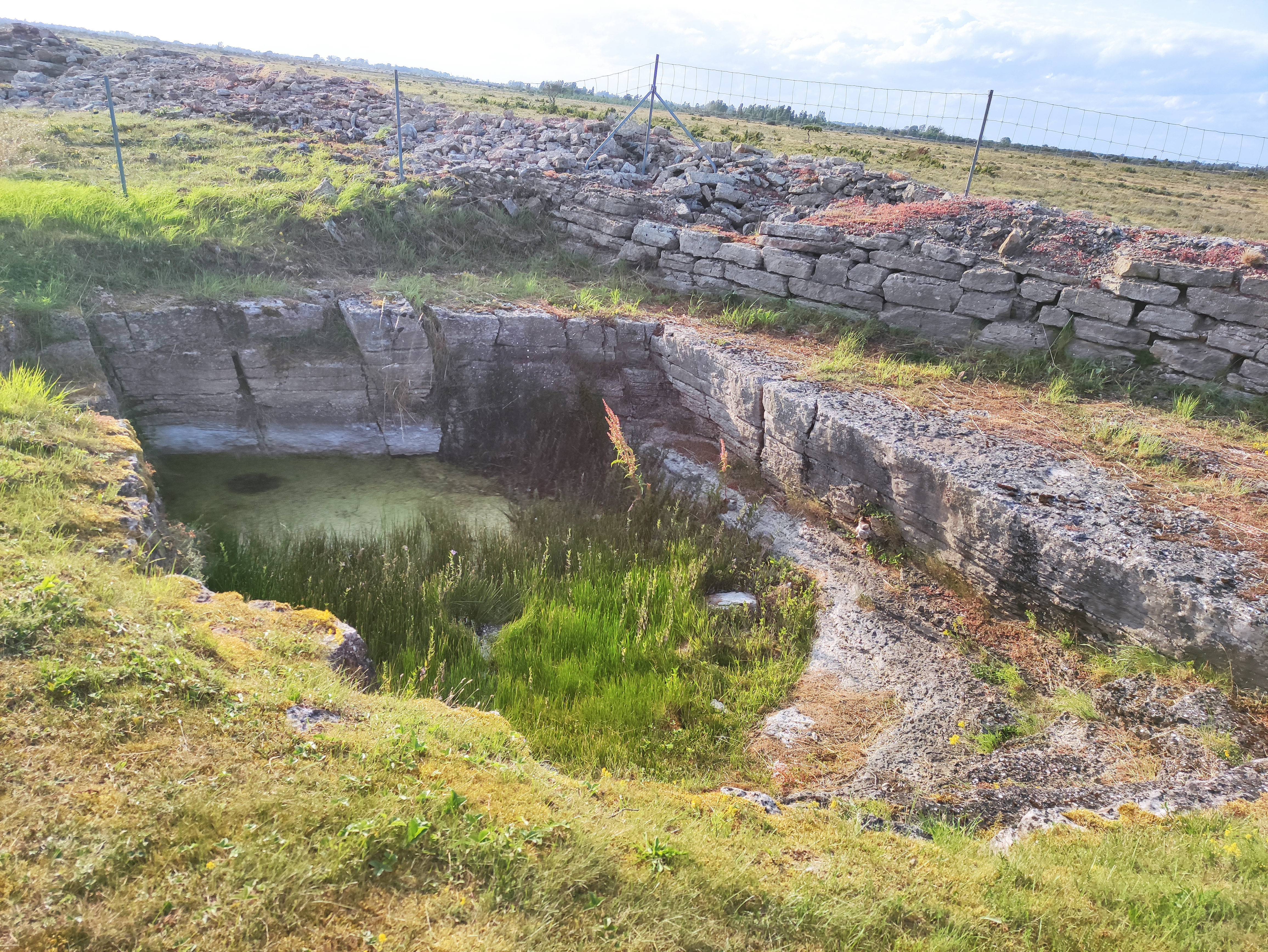
Cisterna
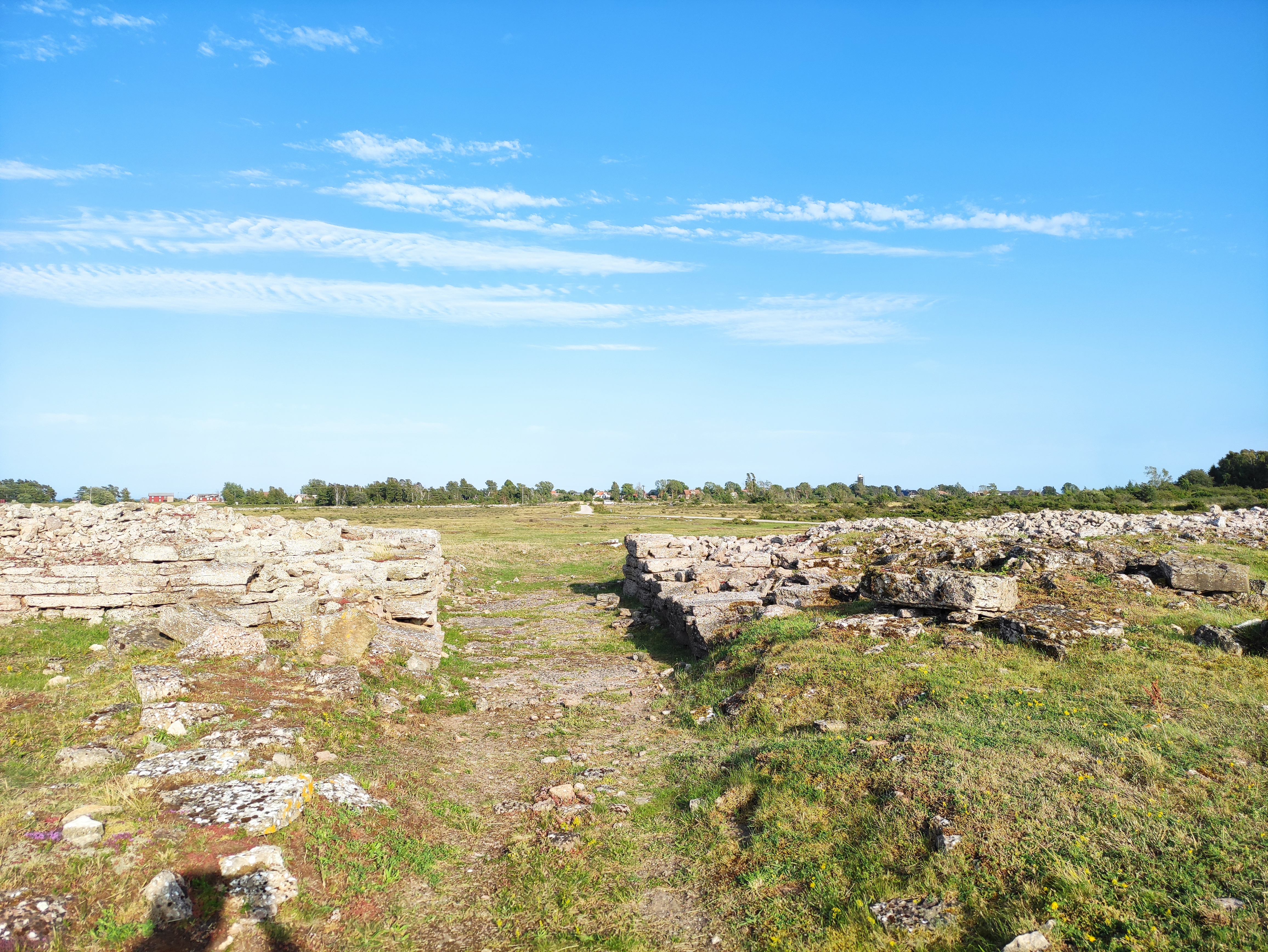
Vstup